# Équipe d'Uruguay de football à la Copa América 1959 (Équateur)
Pour les articles homonymes, voir Équipe d'Uruguay de football à la Copa América 1959.
L'équipe d'Uruguay de football à la Copa América 1959 participe à sa 26e Copa América lors de cette édition 1959 en Équateur qui se tient à Guayaquil en Équateur du 5 au 25 décembre 1959.

## Résultats

### Classement final
Les cinq équipes participantes sont réunies au sein d'une poule unique où chaque formation rencontre une fois ses adversaires. À l'issue des rencontres, l'équipe classée première remporte la compétition.
|   | Équipe    | Pts | J | G | N | P | BP | BC | Diff |
| - | --------- | --- | - | - | - | - | -- | -- | ---- |
| 1 | Uruguay   | 7   | 4 | 3 | 1 | 0 | 13 | 1  | +12  |
| 2 | Argentine | 5   | 4 | 2 | 1 | 1 | 9  | 9  | 0    |
| 3 | Brésil    | 4   | 4 | 2 | 0 | 2 | 7  | 10 | -3   |
| 4 | Équateur  | 3   | 4 | 1 | 1 | 2 | 5  | 9  | -4   |
| 5 | Paraguay  | 1   | 4 | 0 | 1 | 3 | 6  | 11 | -5   |

| 6 décembre  | Uruguay  | 4 | 0 | Équateur  |
| 12 décembre | Uruguay  | 3 | 0 | Brésil    |
| 16 décembre | Uruguay  | 5 | 0 | Argentine |
| 22 décembre | Paraguay | 1 | 1 | Uruguay   |

### Matchs
| 6 décembre 1959 | Uruguay                                                      | 4 – 0 | Équateur | Estadio Modelo (Guayaquil)                           |                                                      |
| | Silveira 1re (pen.) · Escalada 28e · Bergara 46e · Pérez 52e | (2 - 0) |          | Spectateurs : 55 000 Arbitrage : José Luis Praddaude | Spectateurs : 55 000 Arbitrage : José Luis Praddaude |
| Sosa - Troche, Silveira - Méndez, González, Mesías - Pérez, Bergara ( 65e Guaglianone), Douksas ( 80e Benítez), Sasía, Escalada | Équipes                                                      | Bonnard - Gonzabay, Argüello - Nall ( Izaguirre), Galarza ( Reeves Patterson), Gómez - Balseca, Palacios, Spencer, Raffo, Almeida |          | Spectateurs : 55 000 Arbitrage : José Luis Praddaude | Spectateurs : 55 000 Arbitrage : José Luis Praddaude |

| 12 décembre 1959                                                                                           | Uruguay                                | 3 – 0 | Brésil | Estadio Modelo (Guayaquil)                           |                                                      |
| | Escalada 49e · Bergara 67e · Sasía 75e | (0 - 0) |        | Spectateurs : 55 000 Arbitrage : José Luis Praddaude | Spectateurs : 55 000 Arbitrage : José Luis Praddaude |
| Sosa - Troche, Silveira - Méndez, González, Mesías - Pérez ( 46e Píriz), Bergara, Douksas, Sasía, Escalada | Équipes                                | Waldemar - Givaldo, Édson - Clóvis, Biu, Zequinha - Traçaia ( Tião), Zé de Mello, Geraldo ( Elcy), Paulo, Elías |        | Spectateurs : 55 000 Arbitrage : José Luis Praddaude | Spectateurs : 55 000 Arbitrage : José Luis Praddaude |

| 16 décembre 1959                                                                              | Uruguay                                                       | 5 – 0 | Argentine | Estadio Modelo (Guayaquil)                           |                                                      |
|                                                                                               | Silveira 9e (pen.), 55e (pen.) · Bergara 15e, 64e · Sasía 25e | (3 - 0) |           | Spectateurs : 50 000 Arbitrage : José Gomes Sobrinho | Spectateurs : 50 000 Arbitrage : José Gomes Sobrinho |
| Sosa - Troche, Silveira - Méndez, González, Mesías - Pérez, Bergara, Douksas, Sasía, Escalada | Équipes                                                       | Negri - Griguol, Murúa - Arredondo, Guidi, Betinotti ( 25e Rattín) - Boggio, Pizzuti ( 57e), Sosa ( 65e Ruiz), Sanfilippo ( 65e Rodríguez), Belén |           | Spectateurs : 50 000 Arbitrage : José Gomes Sobrinho | Spectateurs : 50 000 Arbitrage : José Gomes Sobrinho |

| 22 décembre 1959 | Paraguay   | 1 – 1 | Uruguay   | Estadio Modelo (Guayaquil)                           |                                                      |
| | Parodi 32e | (1 - 0) | Sasía 88e | Spectateurs : 45 000 Arbitrage : José Luis Praddaude | Spectateurs : 45 000 Arbitrage : José Luis Praddaude |
| Aguilar ( Riquelme) - Gómez, Monín - Villalba ( Torres), Echagüe, Lezcano - Jara, Núñez, Insfrán, Cabral ( Zárate), Parodi | Équipes    | Sosa - Troche, Silveira - Méndez ( 60e Davoine), González, Mesías - Pérez, Bergara ( 67e Benítez), Douksas, Sasía, Escalada |           | Spectateurs : 45 000 Arbitrage : José Luis Praddaude | Spectateurs : 45 000 Arbitrage : José Luis Praddaude |

| Copa América 1959 (2) - Vainqueur Uruguay 10e titre |